# Eric Whitacre
Eric Whitacre (* 2. ledna 1970, Reno, Nevada, USA) je americký dirigent a skladatel vážné hudby. Je známý svou prací s vokálními soubory a projekty virtuálního sboru, ve kterých dal dohromady stovky zpěváků.
Narodil se v Renu (stát Nevad). Chtěl se stát popovou hvězdou, ale na střední škole se přihlásil do sboru a vážná hudba ho uchvátila natolik, že ji později vystudoval (obor Skladba a sbormistrovství na University of Nevada v Las Vegas).